# Schefflera selloi
Schefflera selloi là một loài thực vật có hoa trong Họ Cuồng cuồng. Loài này được (Marchal) Frodin & Fiaschi miêu tả khoa học đầu tiên năm 2003 publ. 2004.